# Delmas (Reederei)

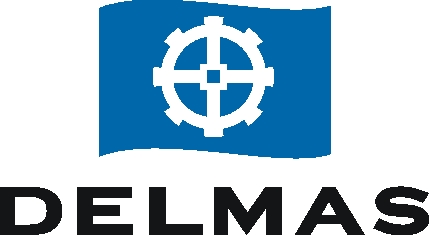
Reedereilogo

Die französische Reederei Delmas mit Sitz in Le Havre besteht seit 1867. Ihr Hauptfahrtgebiet ist Afrika.

## Geschichte

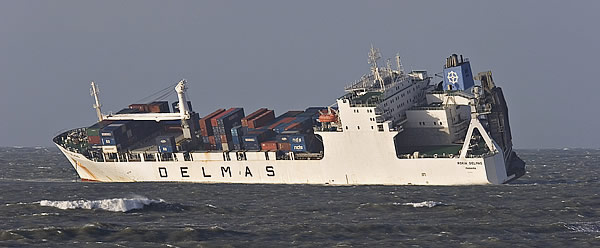
ConRo-Frachter Rokia Delmas gestrandet in der Nacht zum 24. Oktober 2006 an der Küste des Départements Charente-Maritime in Frankreich

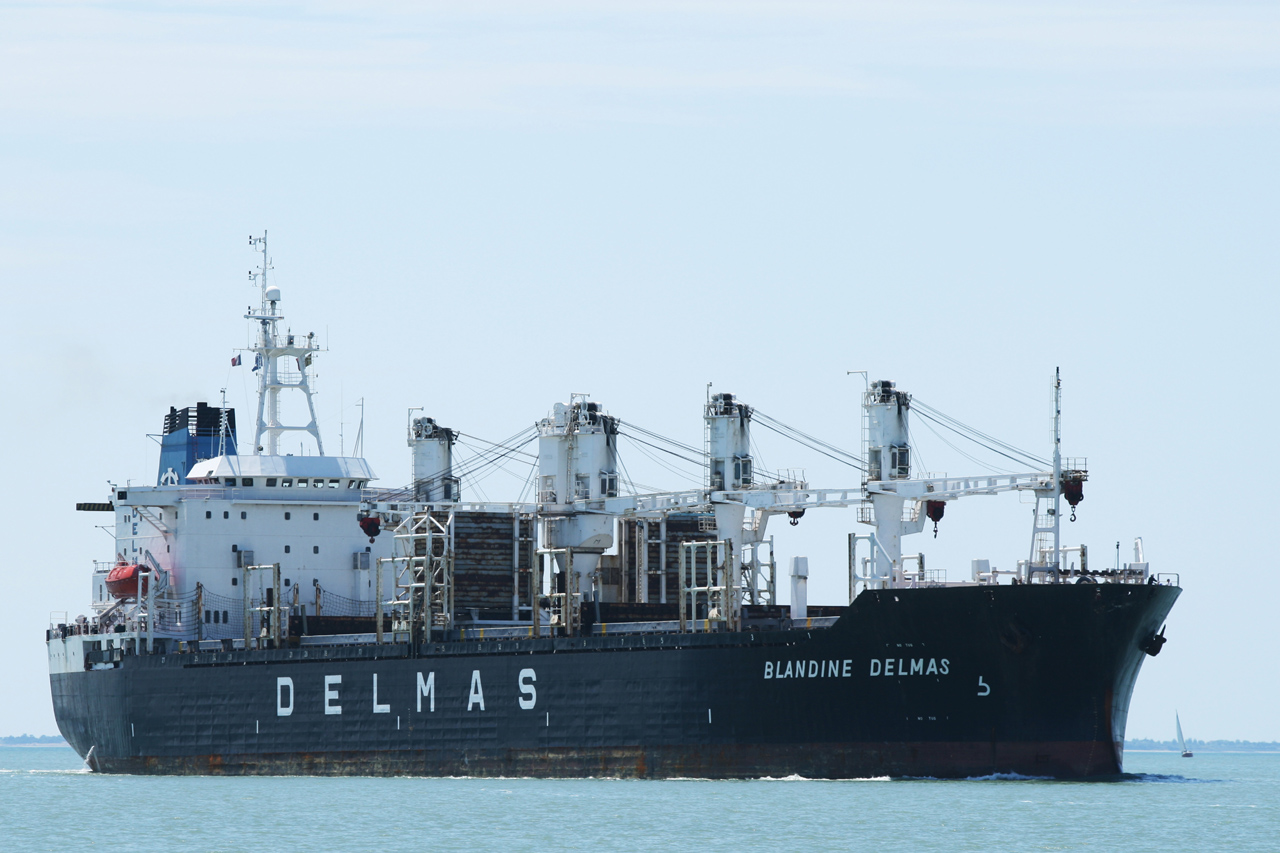
Container-Mehrzweckfrachter Blandine Delmas

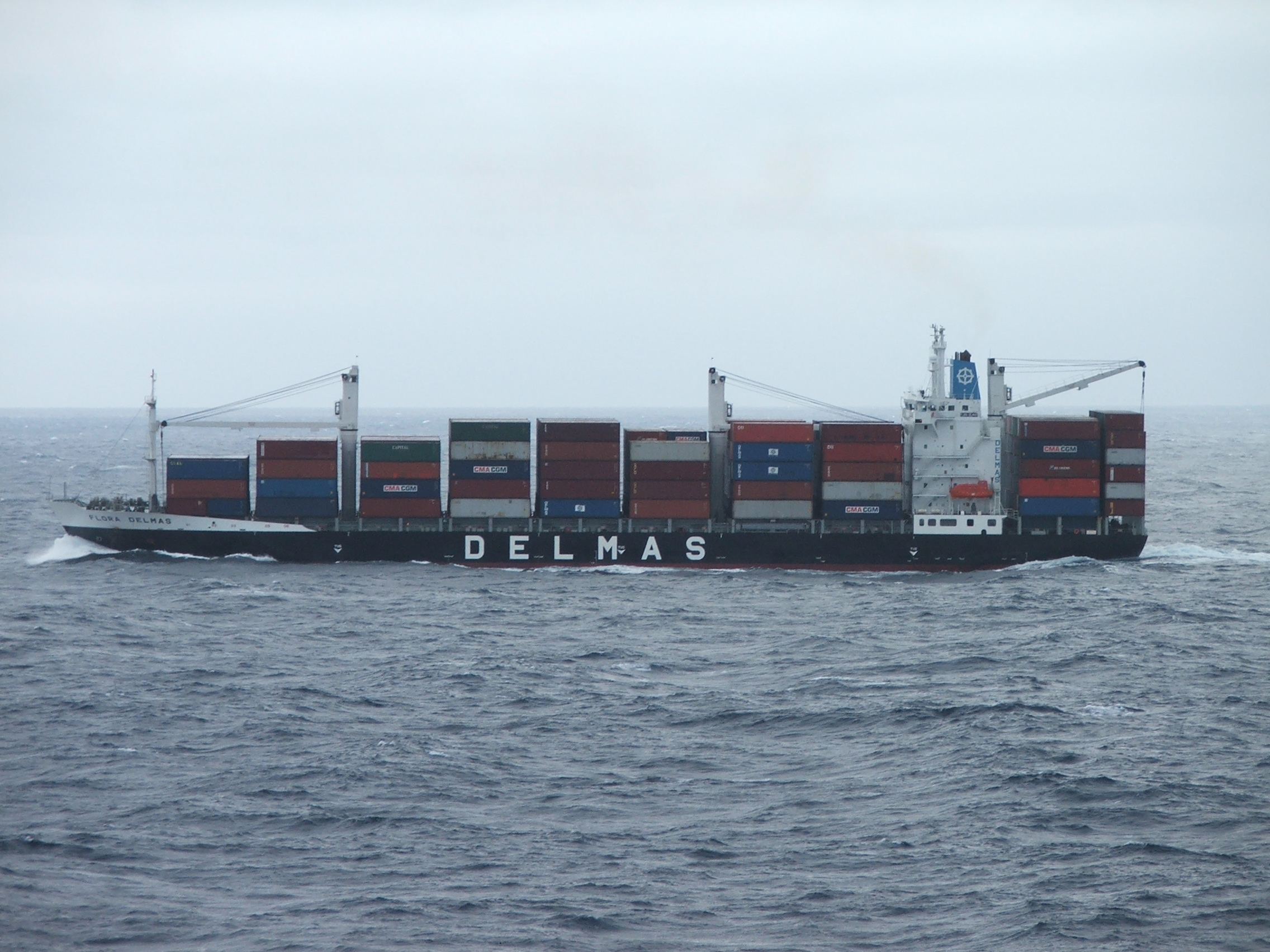
Container-Mehrzweckfrachter Flora Delmas

### Anfänge
Das Unternehmen wurde 1867 als Delmas Frères von den Brüdern Frank und Julien Delmas in La Rochelle gegründet. Sie betrieben einen Liniendienst zwischen La Rochelle und den Inseln Île de Ré und Quiberon. 1878 begannen sie Kohle aus Südwales nach Frankreich zu importieren und 1895 dehnten sie ihr Fahrtgebiet bis nach Nordafrika aus. Ab 1920 wurden auch westafrikanische Häfen angelaufen und ab 1929 erweiterte man die Dienste auf die Ostküstenhäfen der Vereinigten Staaten und Kanadas.

### Vieljeux
1898 trat Léonce Vieljeux in das Unternehmen ein. Er war mit Helène Delmas verheiratet und wurde später zum Präsidenten der Reederei ernannt, die ab 1919 als Delmas Frères et Vieljeux und ab 1935 unter dem Namen Compagnie Delmas-Vieljeux firmierte. Vieljeux wurde 1930 und 1935 zum Bürgermeister der Stadt La Rochelle gewählt und aufgrund seiner Mitarbeit in der Résistance 1944 im KZ Natzweiler-Struthof erschossen. In den Zweiten Weltkrieg trat das Unternehmen mit sechs eigenen und 13 für die Compagnie des chemins de fer de l’Ouest bereederten Schiffen ein, 1944 waren noch 14 Schiffe vorhanden.

### Nachkriegszeit
1947 benannte sich die Reederei in Société Navale Delmas Vieljeux (SNDV) um und spezialisierte sich zunehmend auf die Nord-Süd-Verkehre zwischen Europa und Afrika. 1957 verfügte die Reederei wieder über 20 Schiffe, 1960 waren es schon 30 Schiffe.
Im Jahr 1985 benannte sich das Unternehmen in Société Navale et Commerciale Delmas-Vieljeux um und 1989 erwarb die Reederei die Namens- und Handelsrechte der Palm Line, der Elder Dempster Lines sowie der Guinea Gulf Line, führte diese, bis auf das Elder-Dempster-Agenturnetz aber nicht weiter.

### Übernahmen
Der Bolloré-Gruppe gelang 1996 die feindliche Übernahme von Delmas, die danach in SCAC-Delmas-Vieljeux (SDV) umbenannt wurde. Danach verlor die Reederei Marktanteile und entließ im Zuge mehrerer Restrukturierungen rund 140 Mitarbeiter. 1994 besaß Delmas-Vieljeux noch 14 Schiffe.
Der französische Mitbewerber CMA CGM erwarb Delmas-Vieljeux im September 2005 für rund 600 Millionen Euro von der Bolloré Gruppe. Die Delmas-Belegschaft unterstützte den Verkauf unter der Bedingung, dass Delmas eigenständig und Le Havre der Firmensitz bliebe. Am 5. Januar 2006 war der Handel vollzogen. 2008 betrieb die Reederei ein weltweites Netzwerk mit etwa 73 Container-, RoRo- und Mehrzweckschiffen.